# 1596
Năm 1596 (số La Mã: MDXCVI) là một năm nhuận bắt đầu từ ngày thứ hai trong lịch Gregory (hoặc một năm nhuận bắt đầu từ ngày thứ năm của lịch Julius chậm hơn 10 ngày).